# Iyengarina elegans
Iyengarina elegans är en svampart som beskrevs av Subram. 1958. Iyengarina elegans ingår i släktet Iyengarina, divisionen sporsäcksvampar och riket svampar.   Inga underarter finns listade i Catalogue of Life.